# Estación Saldías
Saldías es una estación ferroviaria ubicada entre los barrios porteños de Recoleta y Palermo, en la ciudad de Buenos Aires, ya que el límite entre ambos en este sector está demarcado oficialmente por las vías del ferrocarril.

## Ubicación

### Estación Vieja
La estación vieja se encuentra junto a las vías del Ferrocarril Mitre y del Ferrocarril San Martín; estas últimas se desvían hacia el oeste luego de cruzarlas a alto nivel, justo antes de ingresar a la estación en sentido ascendente. 
En el cuadro de la estación vieja se encuentra un patio de cargas utilizado por formaciones procedentes del norte del país. Las vías permiten el acceso al puerto de Buenos Aires.

### Estación Nueva
La estación nueva está ubicada a 370 metros al norte de la estación vieja, al lado del puente de cruce con la calle Jerónimo Salguero.

## Servicios
Es una estación intermedia del servicio diésel metropolitano que se presta entre las estaciones Retiro y Villa Rosa.

## Toponimia
Bautizada así en honor al historiador, abogado, político, militar y diplomático argentino Adolfo Saldías.